# Чемпіонат Азії та Океанії з хокею із шайбою серед юніорів 1986
Чемпіонат Азії та Океанії з хокею із шайбою серед юніорів 1986 — 3-й розіграш чемпіонату Азії та Океанії з хокею серед юніорських команд. Чемпіонат проходив у австралійському місті Аделаїда. Турнір проходив з 15 по 22 лютого 1986 року.

## Підсумкова таблиця
| М | Команда        | І | В | Н | П | ШЗ | ШП | Різ | О  |
| - | -------------- | - | - | - | - | -- | -- | --- | -- |
|   | Японія         | 6 | 5 | 0 | 1 | 68 | 14 | +54 | 10 |
|   | КНР            | 6 | 4 | 1 | 1 | 25 | 26 | -1  | 9  |
|   | Південна Корея | 6 | 1 | 1 | 4 | 15 | 43 | -28 | 3  |
| 4 | Австралія      | 6 | 1 | 0 | 5 | 18 | 40 | –22 | 2  |

## Результати
- Австралія 2 – 4  Південна Корея
- КНР 5 – 3  Японія
- Японія 11 – 1  Південна Корея
- Австралія 3 – 6  КНР
- Південна Корея 4 – 4  КНР
- Австралія 3 – 12  Японія
- Японія 12 – 1  КНР
- Австралія 7 – 1  Південна Корея
- Південна Корея 2 – 13  Японія
- Австралія 1 – 3  КНР
- КНР 6 – 3  Південна Корея
- Австралія 2 – 14  Японія